# 天曆之變
天曆之變，是指1329年元明宗即位不久后暴卒并由元文宗复辟的事件。
1328年，元泰定帝死后，枢密院事燕帖木儿和西安王阿剌忒纳失里、河南行省平章伯颜迎接驻守江陵的元武宗之子怀王图帖睦尔，在大都拥立为帝，即元文宗；辽王脱脱、梁王王禅、右丞相塔失帖木儿、左丞相倒剌沙、御史大夫纽泽在上都拥立泰定帝幼子阿剌吉八即皇帝位，即元天顺帝。上都与大都之间爆发战争，史称两都之战。之后，大都军击败上都军，元文宗成为元朝的唯一皇帝。
图帖睦尔的兄长和世㻋自元仁宗时逃往阿尔泰山西，察合台后王率部来附。元文宗即皇帝位，改元天历，宣称待和世㻋到来让位。遣使哈散、撒迪等北迎和世㻋。察合台后王与沿边元帅朵列捏、旧臣孛罗等随从和世㻋东归。天历二年（1329年）正月，和世㻋在和林之北，即皇帝位，是为元明宗，派撒迪回大都禀报。三月，元文宗派中书右丞相燕帖木儿奉皇帝宝玺来迎。四月，明宗派武宁王彻彻秃去大都，立文宗为皇太子，铸造皇太子宝。五月，文宗自大都北上迎接明宗，镇南王帖木儿不花等随行。八月初，明宗到达上都附近的旺兀察都，与文宗回见。明宗在行帐设宴，但不久後旋即暴卒，有一說他被燕帖木儿毒死。文宗在上都以皇太子复辟。
文宗心有歉疚，临终时只剩下一子燕帖古思，于是以明宗的幼子懿璘质班为继承人，懿璘质班即位为元宁宗，在位仅53天夭折。最后明宗的长子元顺帝即位。